# ويلهلم باوم
ويلهلم باوم (بالألمانية: Wilhelm Baum)‏ هو جراح ألماني، ولد في 10 سبتمبر 1799 في البلنغ في بولندا، وتوفي في 6 سبتمبر 1883 في غوتينغن في ألمانيا.